# Lijst van gouverneurs van Californië

Zegel van de staat Californië

De gouverneur van Californië is de regeringsleider van de overheid van de Amerikaanse staat Californië. Hij is onder andere bevoegd voor de jaarlijkse State of the State-toespraken voor het staatsparlement en moet tevens de begroting opstellen en toezien op de uitvoering van staatswetten.
Californië heeft tot op heden 40 gouverneurs gehad. Velen van hen waren ook invloedrijke figuren in de rest van het land. Zo was Leland Stanford de oprichter van Stanford University. Earl Warren werd na zijn ambtstermijn als gouverneur Opperrechter van de Verenigde Staten. Warren is de enige gouverneur van Californië die verkozen is met de steun van de drie grootste partijen en hij heeft ook de langste termijn op zijn naam. Ronald Reagan en Arnold Schwarzenegger werden allebei gouverneur na een carrière als acteur. Reagan werd na zijn termijn bovendien president van de Verenigde Staten. Gray Davis is de enige Californische gouverneur die uit zijn functie ontzet werd door een recall-verkiezing. De huidige gouverneur (sinds 2019) is Gavin Newsom van de Democratische Partij.

## Gouverneurs
| Nr. | Gouverneur van Californië Governor of California                               | Gouverneur van Californië Governor of California | Gouverneur van Californië Governor of California | Ambtstermijn                  | Ambtstermijn      | Partij(en)     | Luitenant- gouverneur(s)                                                    | Verkiezing(en) |
| --- | ------------------------------------------------------------------------------ | ------------------------------------------------ | ------------------------------------------------ | ----------------------------- | ----------------- | -------------- | --------------------------------------------------------------------------- | -------------- |
| 1   |                                                                                | Peter Hardeman Burnett                           | Peter Hardeman Burnett (1807–1895)               | 20 december 1849              | 9 januari 1851    | D              | John McDougal                                                               | 1849           |
| 2   |                                                                                | John McDougal                                    | John McDougal (1818–1866)                        | 9 januari 1851                | 8 januari 1852    | D              | David Broderick                                                             | 1849           |
| 3   |                                                                                | John Bigler                                      | John Bigler (1805–1871)                          | 8 januari 1852                | 9 januari 1856    | D              | Samuel Purdy                                                                | 1851           |
| 3   | 1853                                                                           | John Bigler                                      | John Bigler (1805–1871)                          | 8 januari 1852                | 9 januari 1856    | D              | Samuel Purdy                                                                |                |
| 4   |                                                                                | Neely Johnson                                    | Neely Johnson (1825–1872)                        | 9 januari 1856                | 8 januari 1858    | AP             | Robert Moon Anderson                                                        | 1855           |
| 5   |                                                                                | John Weller                                      | John Weller (1812–1875)                          | 8 januari 1858                | 9 januari 1860    | D              | John Walkup                                                                 | 1857           |
| 6   |                                                                                | Milton Latham                                    | Milton Latham (1827–1882)                        | 9 januari 1860                | 14 januari 1860   | D              | John Downey                                                                 | 1859           |
| 7   |                                                                                | John Downey                                      | John Downey (1827–1894)                          | 14 januari 1860               | 10 januari 1862   | D              | Isaac Quinn (1860–1861) Pablo de la Guerra (1861–1862)                      | 1859           |
| 8   |                                                                                | Leland Stanford                                  | Leland Stanford (1824–1893)                      | 10 januari 1862               | 10 december 1863  | R              | John Chellis                                                                | 1861           |
| 9   |                                                                                | Frederick Low                                    | Frederick Low (1828–1894)                        | 10 december 1863              | 5 december 1867   | R              | Tim Machin                                                                  | 1863           |
| 10  |                                                                                | Henry Haight                                     | Henry Haight (1825–1878)                         | 5 december 1867               | 8 december 1871   | D              | William Holden                                                              | 1867           |
| 11  |                                                                                | Newton Booth                                     | Newton Booth (1825–1892)                         | 8 december 1871               | 27 februari 1875  | R              | Romualdo Pacheco                                                            | 1871           |
| 12  |                                                                                | Romualdo Pacheco                                 | Romualdo Pacheco (1831–1899)                     | 27 februari 1875              | 9 december 1875   | R              | William Irwin                                                               | 1871           |
| 13  |                                                                                | William Irwin                                    | William Irwin (1827–1886)                        | 9 december 1875               | 8 januari 1880    | D              | William Holden                                                              | 1875           |
| 14  |                                                                                | George Perkins                                   | George Perkins (1839–1923)                       | 8 januari 1880                | 10 januari 1883   | R              | John Mansfield                                                              | 1879           |
| 15  |                                                                                | George Stoneman                                  | George Stoneman (1822–1894)                      | 10 januari 1883               | 8 januari 1887    | D              | John Daggett                                                                | 1882           |
| 16  |                                                                                | Washington Bartlett                              | Washington Bartlett (1824–1887)                  | 8 januari 1887                | 12 september 1887 | D              | Robert Waterman                                                             | 1886           |
| 17  |                                                                                | Robert Waterman                                  | Robert Waterman (1826–1891)                      | 12 september 1887             | 8 januari 1891    | R              | Stephen White                                                               | 1886           |
| 18  |                                                                                | Henry Markham                                    | Henry Markham (1840–1923)                        | 8 januari 1891                | 11 januari 1895   | R              | John Reddick                                                                | 1890           |
| 19  |                                                                                | James Budd                                       | James Budd (1851–1908)                           | 11 januari 1895               | 4 januari 1899    | D              | Spencer Millard (1895) William Jeter (1895–1899)                            | 1894           |
| 20  |                                                                                | Henry Gage                                       | Henry Gage (1852–1924)                           | 4 januari 1899                | 7 januari 1903    | R              | Jacob Neff                                                                  | 1898           |
| 21  |                                                                                | George Pardee                                    | George Pardee (1857–1941)                        | 7 januari 1903                | 9 januari 1907    | R              | Alden Anderson                                                              | 1902           |
| 22  |                                                                                | James Gillett                                    | James Gillett (1860–1937)                        | 9 januari 1907                | 3 januari 1911    | R              | Warren Porter                                                               | 1906           |
| 23  |                                                                                | Hiram Johnson                                    | Hiram Johnson (1866–1945)                        | 3 januari 1911                | 15 maart 1917     | R              | Albert Wallace                                                              | 1910           |
| 23  |                                                                                | Hiram Johnson                                    | Hiram Johnson (1866–1945)                        | 3 januari 1911                | 15 maart 1917     | P              | John Eshleman (1915–1916) William Stephens (1916–1917)                      | 1914           |
| 24  |                                                                                | William Stephens                                 | William Stephens (1859–1944)                     | 15 maart 1917                 | 8 januari 1923    | R              | Vacant                                                                      | 1914           |
| 24  | Clement Calhoun Young                                                          | William Stephens                                 | William Stephens (1859–1944)                     | 15 maart 1917                 | 8 januari 1923    | R              | 1918                                                                        |                |
| 25  | Clement Calhoun Young                                                          |                                                  | Friend Richardson                                | Friend Richardson (1865–1943) | 8 januari 1923    | 4 januari 1927 | R                                                                           | 1922           |
| 26  |                                                                                | Clement Calhoun Young                            | Clement Calhoun Young (1869–1947)                | 4 januari 1927                | 6 januari 1931    | R              | Buron Fitts (1927–1928) Herschel Carnahan (1928–1931)                       | 1926           |
| 27  |                                                                                | James Rolph                                      | James Rolph (1869–1934)                          | 6 januari 1931                | 2 juni 1934       | R              | Frank Merriam                                                               | 1930           |
| 28  |                                                                                | Frank Merriam                                    | Frank Merriam (1865–1955)                        | 2 juni 1934                   | 2 januari 1939    | R              | Vacant                                                                      | 1930           |
| 28  | George Hatfield                                                                | Frank Merriam                                    | Frank Merriam (1865–1955)                        | 2 juni 1934                   | 2 januari 1939    | R              | 1934                                                                        |                |
| 29  |                                                                                | Culbert Olson                                    | Culbert Olson (1876–1962)                        | 2 januari 1939                | 4 januari 1943    | D              | Ellis Patterson                                                             | 1938           |
| 30  |                                                                                | Earl Warren                                      | Earl Warren (1891–1974)                          | 4 januari 1943                | 5 oktober 1953    | R              | Frederick Houser                                                            | 1942           |
| 30  | Goodwin Knight                                                                 | Earl Warren                                      | Earl Warren (1891–1974)                          | 4 januari 1943                | 5 oktober 1953    | R              | 1946                                                                        |                |
| 30  | Goodwin Knight                                                                 | Earl Warren                                      | Earl Warren (1891–1974)                          | 4 januari 1943                | 5 oktober 1953    | R              | 1950                                                                        |                |
| 31  |                                                                                | Goodwin Knight                                   | Goodwin Knight (1896–1970)                       | 5 oktober 1953                | 5 januari 1959    | R              | Harold Powers                                                               |                |
| 31  | R                                                                              | Goodwin Knight                                   | Goodwin Knight (1896–1970)                       | 5 oktober 1953                | 5 januari 1959    | 1954           | Harold Powers                                                               |                |
| 32  |                                                                                | Pat Brown                                        | Pat Brown (1905–1996)                            | 5 januari 1959                | 2 januari 1967    | D              | Glenn Anderson                                                              | 1958           |
| 32  | 1962                                                                           | Pat Brown                                        | Pat Brown (1905–1996)                            | 5 januari 1959                | 2 januari 1967    | D              | Glenn Anderson                                                              |                |
| 33  |                                                                                | Ronald Reagan                                    | Ronald Reagan (1911–2004)                        | 2 januari 1967                | 6 januari 1975    | R              | Robert Finch (1967–1969) Edwin Reinecke (1969–1974) John Harmer (1974–1975) | 1966           |
| 33  | 1970                                                                           | Ronald Reagan                                    | Ronald Reagan (1911–2004)                        | 2 januari 1967                | 6 januari 1975    | R              | Robert Finch (1967–1969) Edwin Reinecke (1969–1974) John Harmer (1974–1975) |                |
| 34  |                                                                                | Jerry Brown                                      | Jerry Brown (1938)                               | 6 januari 1975                | 3 januari 1983    | D              | Mervyn Dymally                                                              | 1974           |
| 34  | Mike Curb                                                                      | Jerry Brown                                      | Jerry Brown (1938)                               | 6 januari 1975                | 3 januari 1983    | D              | 1978                                                                        |                |
| 35  |                                                                                | George Deukmejian                                | George Deukmejian (1928–2018)                    | 3 januari 1983                | 7 januari 1991    | R              | Leo McCarthy                                                                | 1982           |
| 35  | 1986                                                                           | George Deukmejian                                | George Deukmejian (1928–2018)                    | 3 januari 1983                | 7 januari 1991    | R              | Leo McCarthy                                                                |                |
| 36  |                                                                                | Pete Wilson                                      | Pete Wilson (1933)                               | 7 januari 1991                | 4 januari 1999    | R              | Leo McCarthy                                                                | 1990           |
| 36  | Gray Davis                                                                     | Pete Wilson                                      | Pete Wilson (1933)                               | 7 januari 1991                | 4 januari 1999    | R              | 1994                                                                        |                |
| 37  |                                                                                | Gray Davis                                       | Gray Davis (1942)                                | 4 januari 1999                | 17 november 2003  | D              | Cruz Bustamante                                                             | 1998           |
| 37  | 2002                                                                           | Gray Davis                                       | Gray Davis (1942)                                | 4 januari 1999                | 17 november 2003  | D              | Cruz Bustamante                                                             |                |
| 38  |                                                                                | Arnold Schwarzenegger                            | Arnold Schwarzenegger (1947)                     | 17 november 2003              | 3 januari 2011    | R              | Cruz Bustamante                                                             | 2003           |
| 38  | John Garamendi (2007–2009) Mona Pasquil (2009–2010) Abel Maldonado (2010–2011) | Arnold Schwarzenegger                            | Arnold Schwarzenegger (1947)                     | 17 november 2003              | 3 januari 2011    | R              | 2006                                                                        |                |
| 39  |                                                                                | Jerry Brown                                      | Jerry Brown (1938)                               | 3 januari 2011                | 7 januari 2019    | D              | Abel Maldonado (2011) Gavin Newsom (2011–2019)                              | 2010           |
| 39  | 2014                                                                           | Jerry Brown                                      | Jerry Brown (1938)                               | 3 januari 2011                | 7 januari 2019    | D              | Abel Maldonado (2011) Gavin Newsom (2011–2019)                              |                |
| 40  |                                                                                | Gavin Newsom                                     | Gavin Newsom (1967)                              | 7 januari 2019                | heden             | D              | Eleni Kounalakis                                                            | 2018           |
| 40  | 2021                                                                           | Gavin Newsom                                     | Gavin Newsom (1967)                              | 7 januari 2019                | heden             | D              | Eleni Kounalakis                                                            |                |
| 40  | 2022                                                                           | Gavin Newsom                                     | Gavin Newsom (1967)                              | 7 januari 2019                | heden             | D              | Eleni Kounalakis                                                            |                |

- Terugkerende gouverneurs van Californië krijgen in de officiële nummering een nieuw nummer.

Burnett · McDougall · Bigler · N. Johnson · Weller · Latham · Downey · Stanford · Low · Haight · Booth · Pacheco · Irwin · Perkins · Stoneman · Bartlett · Waterman · Markham · Budd · Gage · Pardee · Gillett · H. Johnson · Stephens · Richardson · Young · Rolph · Merriam · Olson · Warren · Knight · P. Brown · Reagan · J. Brown · Deukmejian · Wilson · Davis · Schwarzenegger · J. Brown · Newsom